# Ngữ pháp tiếng Ý
Ngữ pháp tiếng Ý (Grammatica italiana) là tập hợp những quy tắc miêu tả tính chất, đặc điểm của tiếng Ý. Từ vựng tiếng Ý có thể chia thành các loại: mạo từ, danh từ, tính từ, đại từ, động từ, trạng từ, giới từ, liên từ và thán từ. Tiếng Ý là một ngôn ngữ Romance do đó ngữ pháp của nó có nét tương đồng với một số ngôn ngữ như Tây Ban Nha, Italia, Romania.

## Tổng quan về ngữ pháp tiếng Ý

### Giới thiệu về lịch sử hình thành và vài nét khái quát về ngôn ngữ Ý
Tiếng Ý (La lingua italiana) là một ngữ tộc Romance, ngữ hệ Ấn - Âu và được xem là hậu duệ gần nhất với tiếng Latin bình dân (Latina vulgaris). Vì thế, ngôn ngữ này tương đồng rất sâu sắc với các ngôn ngữ thuộc cùng ngữ tộc như tiếng Pháp, tiếng Tây Ban Nha, tiếng Bồ Đào Nha... cụ thể là từ vựng của tiếng Ý tương đồng với tiếng Pháp 89%, với tiếng Tây Ban Nha 82%, với tiếng Bồ Đào Nha 70%... Mặt khác, ngữ pháp của ngôn ngữ này rất tương đồng với ngôn ngữ trên như tính từ, mạo từ trong tiếng Ý, tiếng Pháp phải tương hợp với danh từ mà nó bổ ngữ, trạng từ chỉ cách thức được hình thành bằng cách thêm -ment (trong tiếng Pháp) và -mente (trong tiếng Ý), hai danh từ được nối nhau bởi giới từ "de" (trong tiếng Pháp), giới từ "di" (trong tiếng Ý)... Do đó, chỉ cần biết một ngôn ngữ nào trong ngữ tộc Romance như tiếng Tây Ban Nha, tiếng Pháp, tiếng Romania... thì có thể dễ dàng học được tiếng Ý.
Ngữ pháp và từ vựng tiếng Ý được quy định bởi Viện Hàn lâm Crusca (Accademia della Crusca).

## Il sostantivo (Danh từ)
Danh từ là từ dùng để gọi tên sự vật, hiện tượng, con người và khái niệm. Danh từ trong ngôn ngữ này được phân chia theo giống (genere): giống đực (maschile), giống cái (femminile) và số: số ít (singolare) và số nhiều (plurale).
Danh từ trong ngôn ngữ Ý được chia theo giống (genere) và số. Danh từ có hai giống là giống đực (maschile) và giống cái (femminile). Trong từ điển, để viết tắt cho danh từ giống đực ta dùng n.m. (nome maschile), còn danh từ giống cái là n.f. (nome femminile) Sự phân chia về giống này một phần mang tính thực tế như uomo (người đàn ông), padre (bố), figlio (con trai)... đều là giống đực và ragazza (cô gái), femmina (người phụ nữ), madre (mẹ) đều là giống cái. 
| Genere                                           | Singolare       | Plurale         | Esempio | Eccezione |
| ------------------------------------------------ | --------------- | --------------- | --- | --- |
| maschile                                         | -o -io -co/ -go | -i -i -chi/-ghi | il supermercato (một siêu thị), i supermercati (nhiều siêu thị) il bacio (một nụ hôn), i baci (nhiều nụ hôn)... il lago/ i laghi (hồ) | Một số danh từ kết thúc bằng -o là danh từ giống cái (la foto, la radio...) Ngoại trừ khi i là trọng âm (lo zio, gli zii) Ngoại trừ l'amico/gli amici (bạn bè) |
| femminile                                        | -a -à           | -e -à           | una birra/ due birre (con gấu) la città/ le città (thành phố)                                                                         | |
| Maschile e femminile (Cả giống đực và giống cái) | -e              | -i              | il cane/ i cani (con chó), la notte/ le notti (đêm)                                                                                   | Nhiều danh từ cùng viết giống nhau nhưng nghĩa hoàn toàn khác nhau khi thay đổi giống. il capitale (tiền)/ la capitale (thủ đô).                               |

## L'articolo (Mạo từ)
Mạo từ tiếng Ý khác nhau tùy theo tính xác định (xác định, không xác định hoặc bán xác định), số, giới tính, và âm tiết đầu của từ. Thể bán xác định của danh từ chỉ đi kèm với giới từ di, để thể hiện sự không chắc chắn về số lượng. Trong số nhiều, chúng thường được dịch là "chút", trong số ít thường là "vài".
| Giống     | Số       | Mạo từ | Cách dùng |
| --------- | -------- | --- | --- |
| Giống đực | Số ít    | | Mạo từ xác định giống đực số ít thông thường. Từ mượn bắt đầu bằng ⟨w⟩, phát âm /w/ hoặc /v/, dùng il, không dùng lo: il West /ˈwɛst/, il whisky /ˈwiski/, il Watt /ˈvat/, vv. |
| Giống đực | Số ít    | Dùng với danh từ có âm tiết đầu là: - trước ⟨s⟩ phát âm /s/, /z/, hay /ʃ/ theo sau bởi một phụ âm khác - trước phụ âm đôi: ⟨z⟩, phát âm /ts/ hay /dz/; ⟨gn⟩; ⟨gli⟩; ⟨sci⟩ (hay ⟨sh⟩ hoặc ⟨ch⟩ trong từ mượn, e.g. lo chef), nhóm phụ âm ⟨ps⟩, phát âm /ps/ hay /ss/; ⟨pn⟩ như /pn/ hay /nn/; ⟨x⟩ như /ks/ hay /ss/, ⟨mn⟩ như /mn/ hay /nn/, vv, phần lớn các từ mượn - trước ⟨y⟩ hay ⟨i⟩ phát âm như bán nguyên âm /j/, (e.g. từ mượn lo yogurt, từ địa phương hoặc tên khoa học hay toán học như lo iodio) | |
| Giống đực | Số ít    | Trước từ bắt đầu bằng nguyên âm (l'amico) hay ⟨uo⟩ /wɔ/ (l'uomo). | |
| Giống đực | Số nhiều | | Mạo từ xác định giống đực số nhiều thông thường, dùng cho từ có il ở số ít: i cani (số nhiều của il cane).                                                                     |
| Giống đực | Số nhiều | gli | Tương ứng với lo và l' ở số ít, vd gli zii (plural of lo zio), gli amici (plural of l'amico). Il dio ("thần") có dạng số nhiều đặc biệt gli dei ("các thần").                  |
| Giống cái | Số ít    | | Mạo từ xác định giống cái số ít thông thường, dùng trướng phụ âm và ⟨i⟩ khi phát âm là bán nguyên âm /j/, như la iarda.                                                        |
| Giống cái | Số ít    | Giống l', không gồm (i) ở trên | |
| Giống cái | Số nhiều | | Mạo từ xác định giống cái số nhiều thông thường |

| Giống     | Dạng                                                                   | Cách sử dụng                                                                                                |
| --------- | ---------------------------------------------------------------------- | --- |
| Giống đực | un                                                                     | Mạo từ không xác định giống đực chuẩn, dùng trước nguyên âm và phụ âm đơn giản                              |
| Giống đực | Sử dụng thay un trước các trường hợp của lo và il ví dụ: uno studente. | |
| Giống cái | una                                                                    | Mạo từ không xác định giống cái chuẩn                                                                       |
| Giống cái | un'                                                                    | Sử dụng trước bất kỳ từ nào bắt đầu với một nguyên âm, không bao gồm ⟨i⟩ khi sử dụng như bán nguyên âm /j/. |

Mạo từ bán xác định được dùng với ý nghĩa như một vài, some/any (tiếng Anh), du/ de la/des (tiếng Pháp) để chỉ khối lượng của một vật nào đó không thể đếm hết được.
| Giống | Số    | dạng  | Lý giải  |
| ----- | ----- | ----- | -------- |
| Đực   | Ít    | del   | di + il  |
| Đực   | Ít    | dell' | di + l'  |
| Đực   | Ít    | dello | di + lo  |
| Đực   | Nhiều | dei   | di + i   |
| Đực   | Nhiều | degli | di + gli |
| Cái   | Ít    | della | di + la  |
| Cái   | Ít    | dell' | di + l'  |
| Cái   | Nhiều | delle | di + le  |

## Il verbo (Động từ)
Động từ (verbo) là những từ dùng để miêu tả hành động, trạng thái của sự vật hiện tượng. Các câu bình thường đều phải có động từ và động từ được xem như là trung tâm của câu. Động từ nguyên mẫu (infinito) là những động từ ban đầu, được ghi trong các từ điển và chưa bị biến đổi. Tuy nhiên động từ tiếng Ý phải chia theo ngôi, thì, thể và thức. Tuy có tới chín đại từ nhân xưng chủ ngữ những chỉ có sáu cách chia động từ. Động từ biến đổi theo thì (i tempi) là thì hiện tại (il presente), thì quá khứ (il passato) và thì tương lai (il futuro), ở thì ta còn phân loại thành semplici (thì đơn) - chia ngay động từ chính và thì kép (composti) - mượn và chia trợ động từ essere, avere còn động từ chính chuyển về quá khứ phân từ (il participio passato). Trong mỗi thì ấy, lại có những thể (l'aspetto) - có thể xem như những trạng thái khác nhau của một thì). Ví dụ như thì quá khứ (il passato) có tới năm aspect là thì quá khứ đơn (passato remoto), thì quá khứ chưa hoàn thành (l'imperfetto), thì quá khứ kép (il passato prossimo), thì quá khứ hoàn thành (il piuccheperfetto) và thì quá khứ xa (trapassato remoto). Bên cạnh đó, thức (mode) cũng ảnh hưởng tới cách chia động từ, có tới bảy thức là thức trần thuật (l'indicativo), thức chủ quan/ bàng thái cách/ lối liên tiếp (il congiuntivo), thức điều kiện (il condizionale), thức mệnh lệnh (l'imperativo), phân từ (il participio), nguyên mẫu (l'infinito) và động danh từ (gerundivo).
| Essere        | Avere          |
| ------------- | -------------- |
| (io) sono     | (io) ho        |
| (tu) sei      | (tu) hai       |
| (egli/ella) è | (egli/ella) ha |
| (noi) siamo   | (noi) abbiamo  |
| (voi) siete   | (voi) avete    |
| (loro) sono   | (loro) hanno   |

Hầu hết các động từ là thường xuyên trong hiện tại. Có ba nhóm chính, -are, -ere và -ire.
| Parlare           | Vedere           | Partire           |
| (io) parlo        | (io) vedo        | (io) parto        |
| (tu) parli        | (tu) vedi        | (tu) parti        |
| (egli/ella) parla | (egli/ella) vede | (egli/ella) parte |
| (noi) parliamo    | (noi) vediamo    | (noi) partiamo    |
| (voi) parlate     | (voi) vedete     | (voi) partite     |
| (loro) parlano    | (loro) vedono    | (loro) partono    |

| Indicativo presente | Indicativo presente | Indicativo presente | Indicativo presente |
| ------------------- | ------------------- | ------------------- | ------------------- |
|                     | - are               | - ere               | - ire               |
| io                  | - o                 | - o                 | - o                 |
| tu                  | - i                 | - i                 | - i                 |
| egli/ella           | - a                 | - e                 | - e                 |
| noi                 | - iamo              | - iamo              | - iamo              |
| voi                 | - ate               | - ete               | - ite               |
| loro                | - ano               | - ono               | - ono               |